# Actual
La revista Actual, editada per Udo Baumann, va néixer l'any 1995 a Blanes (Selva). Aquesta publicació gratuïta fou pensada com a plataforma pels veïns on podien opinar lliurement usant el català i el castellà, en els diferents articles de la publicació com una manera per a apropar-se al seu objectiu, la integració.